# Thailand Masters
För tennisturneringen Thailand Open, se Thailand Open (tennis)
Thailand Masters, tidigare känt som Asian Open och Thailand Open, var en professionell rankingturnering i snooker som spelades åren 1989-2002, vid samtliga tillfällen i Thailand utom 1990 då den hölls i Guangzhou (Kanton), Kina.
En av anledningarna till att det startades turneringar i Asien var att Thailand hade fått en ny världsstjärna i snooker, James Wattana. Wattana vann sin hemmatävling två år i rad: 1994 och 1995 och steg till nummer 3 på världsrankingen. Efter att Wattana vid millennieskiftet börjat dala på ranlingen, minskade intresset för snooker i Thailand och tävlingen försvann ur snookerkalendern.

## Vinnare
| År                                       | Vinnare        | Motståndare       | Resultat       | Säsong         |
| 555 Asian Open                           | 555 Asian Open | 555 Asian Open    | 555 Asian Open | 555 Asian Open |
| ---------------------------------------- | -------------- | ----------------- | -------------- | -------------- |
| 1989                                     | Stephen Hendry | James Wattana     | 9-6            | 1989/90        |
| 1990                                     | Stephen Hendry | Dennis Taylor     | 9-3            | 1990/91        |
| 1992                                     | Steve Davis    | Alan McManus      | 9-3            | 1991/92        |
| Nescafé Asian Open                       |                |                   |                |                |
| 1993                                     | Dave Harold    | Darren Morgan     | 9-3            | 1992/93        |
| Kloster Thailand Open                    |                |                   |                |                |
| 1994                                     | James Wattana  | Steve Davis       | 9-7            | 1993/94        |
| 1995                                     | James Wattana  | Ronnie O'Sullivan | 9-6            | 1994/95        |
| Singha Thailand Open                     |                |                   |                |                |
| 1996                                     | Alan McManus   | Ken Doherty       | 9-8            | 1995/96        |
| Thailand Open                            |                |                   |                |                |
| 1997                                     | Peter Ebdon    | Nigel Bond        | 9-7            | 1996/97        |
| Beer Chang Thailand Masters              |                |                   |                |                |
| 1998                                     | Stephen Hendry | John Parrott      | 9-6            | 1997/98        |
| Thailand Masters                         |                |                   |                |                |
| 1999                                     | Mark Williams  | Alan McManus      | 9-7            | 1998/99        |
| 2000                                     | Mark Williams  | Stephen Hendry    | 9-5            | 1999/00        |
| Blue Eagle/Thai Airways Thailand Masters |                |                   |                |                |
| 2001                                     | Ken Doherty    | Stephen Hendry    | 9-3            | 2000/01        |
| Singha Thailand Masters                  |                |                   |                |                |
| 2002                                     | Mark Williams  | Stephen Lee       | 9-4            | 2001/02        |